# برهنه‌ساقداران
برهنه‌ساقداران (نام علمی: Psilotopsida) نام یک رده از division سرخس است.